# Kabinlok
Kabinlok är en ö i Marshallöarna.   Den ligger i kommunen Arnoatollen, i den sydöstra delen av Marshallöarna, 30 km öster om huvudstaden Majuro. Arean är 0,25 kvadratkilometer.
Terrängen på Kabinlok är platt. Den sträcker sig 0,9 kilometer i nord-sydlig riktning, och 0,6 kilometer i öst-västlig riktning.